# Clubiona congentilis
Clubiona congentilis là một loài nhện trong họ Clubionidae.
Loài này thuộc chi Clubiona. Clubiona congentilis được Wladislaus Kulczynski miêu tả năm 1913.